# Ojciec Mateusz
Ojciec Mateusz (in italiano: Don Matteo) è una serie televisiva polacca prodotta dal 2008 dalla Baltmedia ed ispirata alla serie televisiva italiana Don Matteo.

## Cast
Protagonista, nel ruolo di Padre Mateusz, è l'attore Artur Żmijewski; altri interpreti principali sono Piotr Polk, Michał Piela, Kinga Preis, Aleksandra Górska, Artur Pontek, Rafał Cieszyński, Łukasz Lewandowski, ecc. La regia è di Maciej Dejczer e Andrzej Kostenko.

## Episodi
Della serie sono andate in onda 22 stagioni, per un totale di oltre 290 episodi.
La serie viene trasmessa dall'emittente TVP1. Il primo episodio andò in onda il 7 dicembre 2008.

## Trama

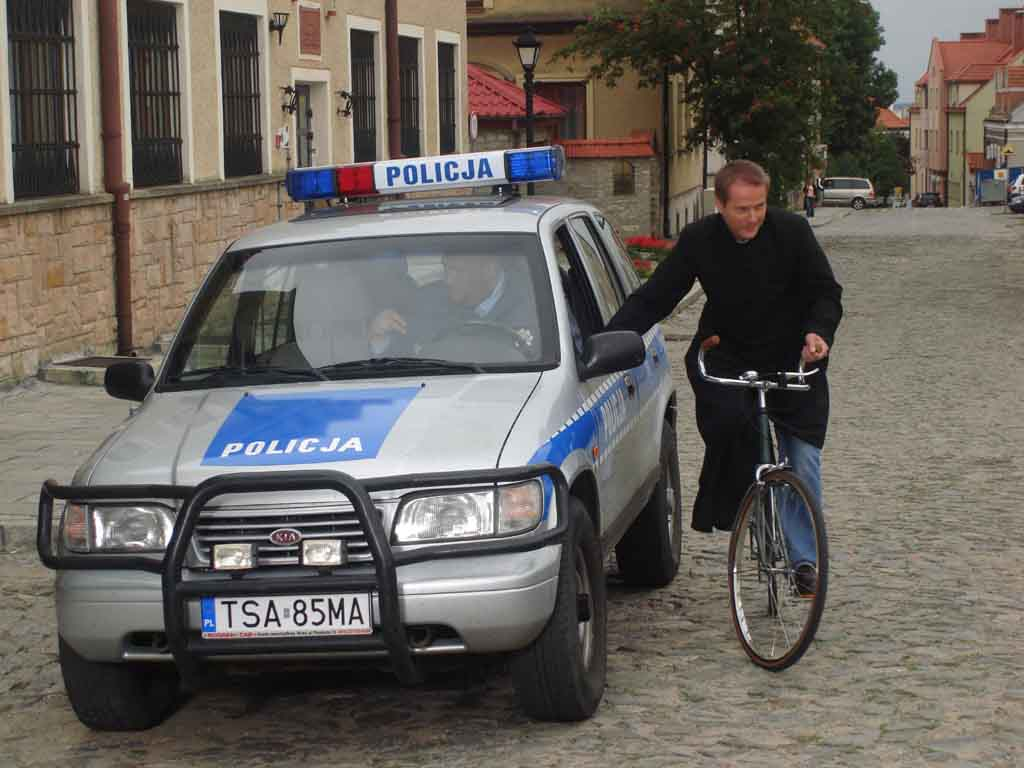
Ojciec Mateusz (Artur Żmijewski) in una scena

Protagonista della serie è Padre Mateusz, che, appena tornato in Polonia da una missione in Bielorussia, viene a sapere di essere stato nominato sacerdote in una parrocchia.
Lì fa la conoscenza, tra gli altri, dell'organista Piotr e del poliziotto Nocul.

## Produzione
La serie è girata principalmente a Sandomierz. Altra location è Glinianka, dove si trova la chiesa utilizzata nelle riprese della fiction.
Nella fiction sono stati impegnati in totale circa 180 attori.